# Seligeria linearifolia
Seligeria linearifolia là một loài rêu trong họ Seligeriaceae. Loài này được (Hornsch. ex Schwägr.) Müll. Hal. mô tả khoa học đầu tiên năm 1851.